# Obermaschwitz

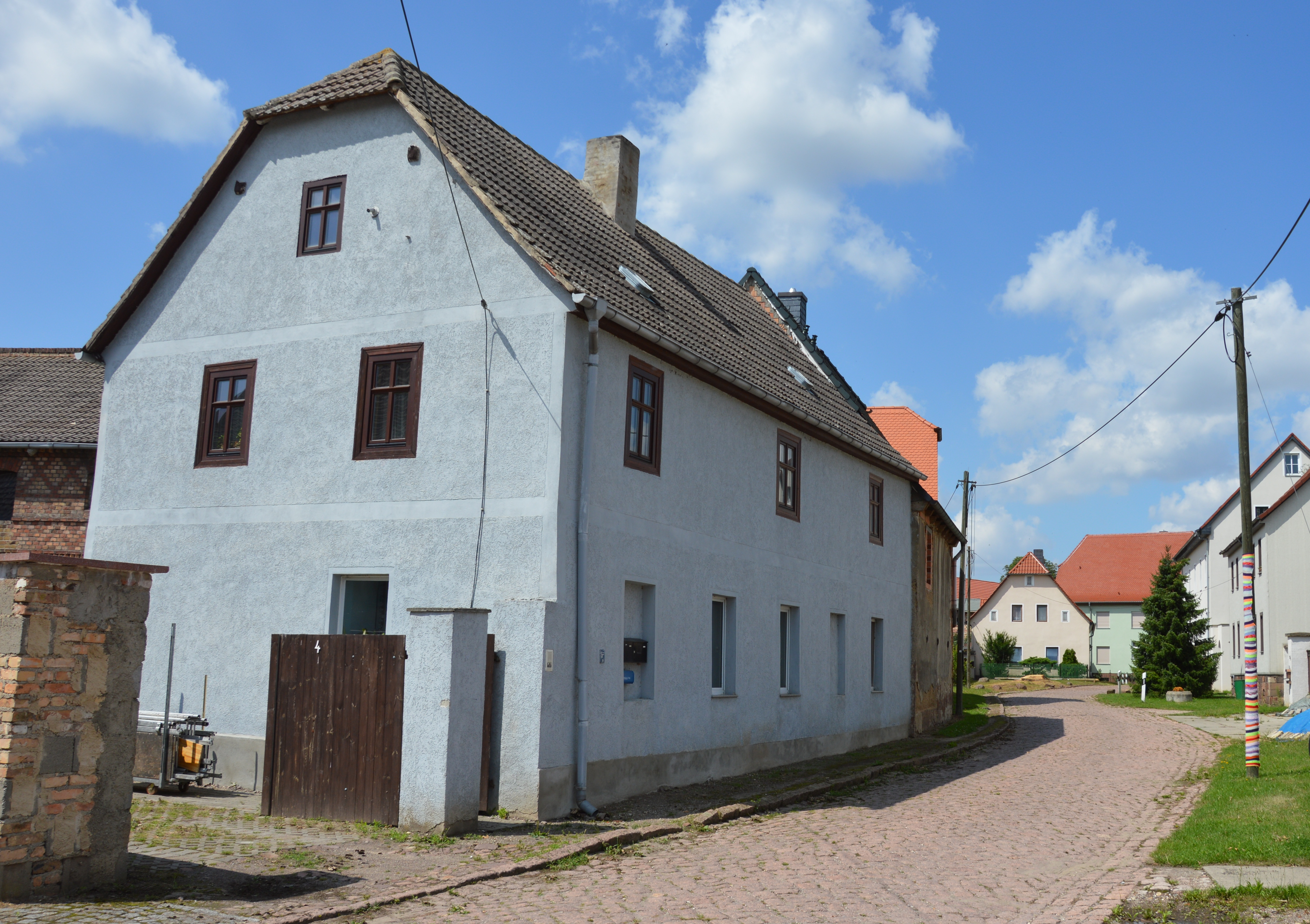
Straßenzug An der Schenke in Obermaschwitz

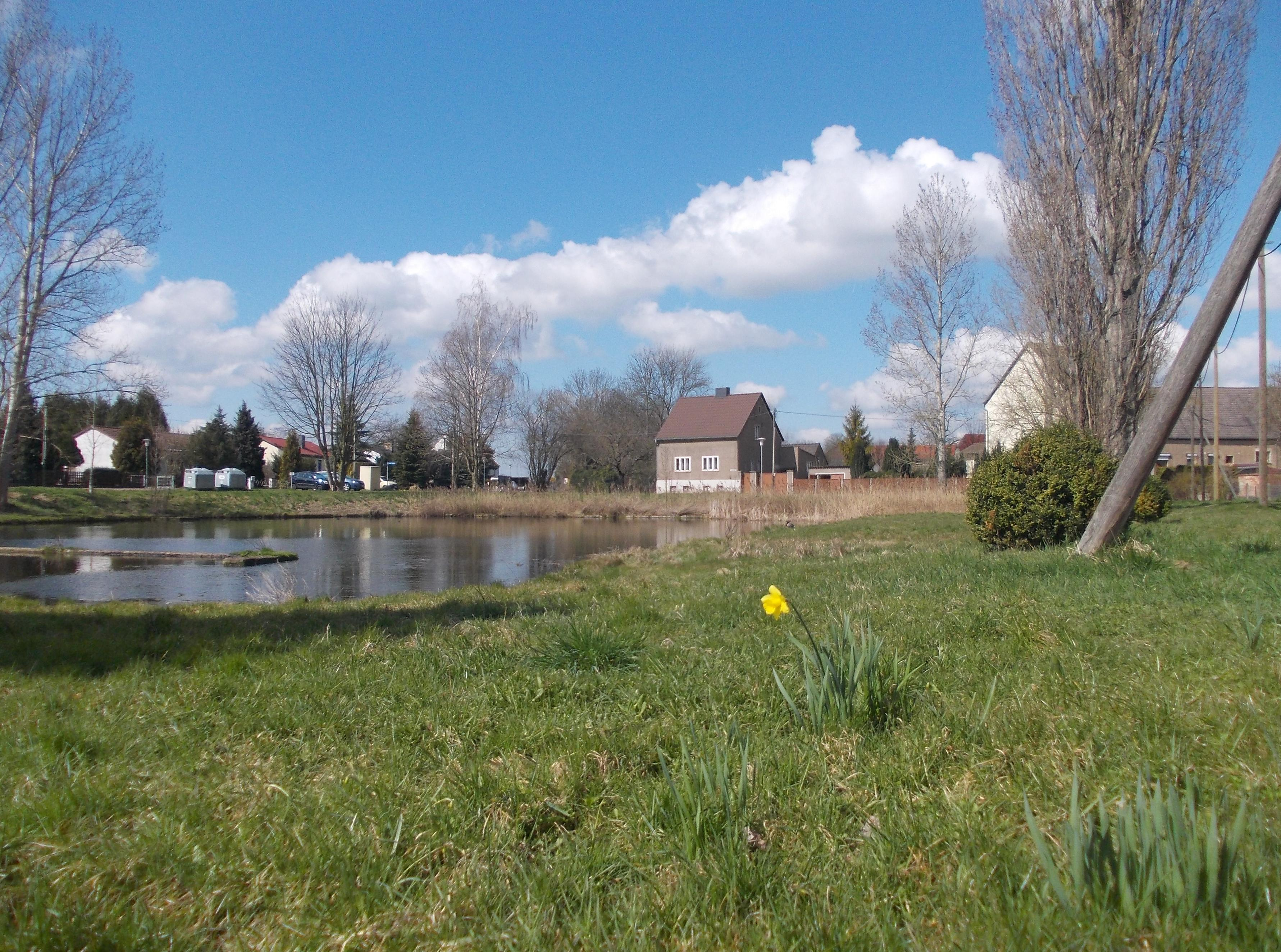
Dorfteich

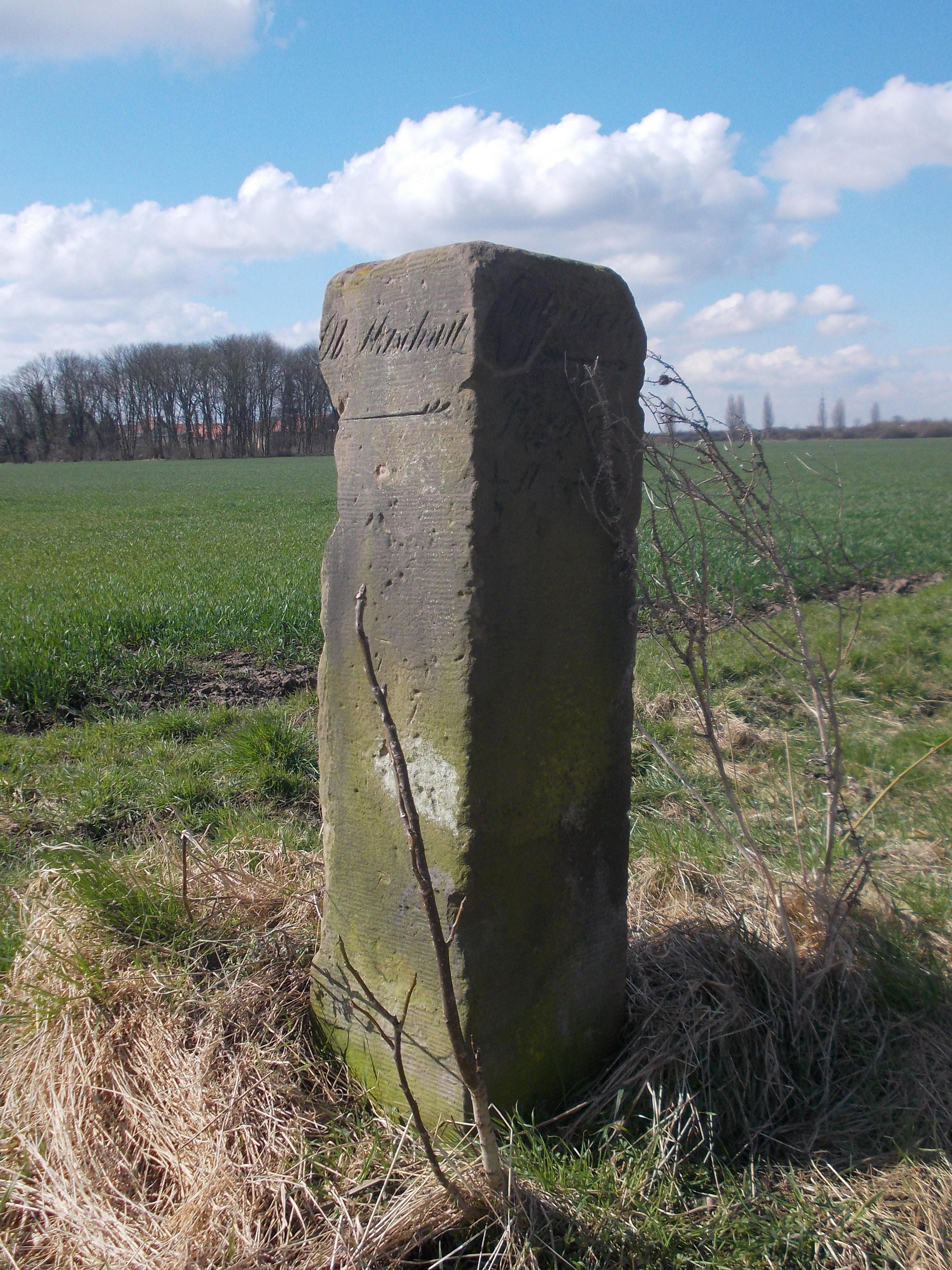
Historischer Wegweiser bei Obermaschwitz

Obermaschwitz ist ein zur Stadt Landsberg im Saalekreis gehörendes Dorf in Sachsen-Anhalt.

## Lage
Das Dorf gehört zur Landsberger Ortschaft Oppin und liegt nordöstlich von Halle (Saale). Etwas weiter östlich liegt Untermaschwitz. Zwischen Ober und Untermaschwitz liegt die Wüstung Mittelmaschwitz. Westlich an Obermaschwitz vorbei verläuft die Bundesautobahn 14. Südöstlich des Ortskerns liegt ein Teich der vom Kruggraben nach Osten entwässert wird.
Die größeren Gutsgebäude des Dorfes liegen neben den Dorfanger an einer Sackgasse. Der Anger ist von mehreren kleinen Häusern mit Gärten und Ställen umstanden. 

## Geschichte
Im Jahr 1784 zählte Obermaschwitz an 14 Feuerstätten 82 Einwohner. Der Tierbestand wurde mit 130 Schafen, 59 Rindern, 18 Schweinen und 11 Pferden angegeben. In der Nacht vom 6. auf den 7. März 1808 brannte das Dorf in Folge einer Brandstiftung fast vollständig nieder. Erhalten blieben nur vier Häuser und zwei Ställe.
Obermaschwitz gehörte zum Amt Giebichenstein im Saalkreis des Erzstifts Magdeburg. 1680 kam der Ort mit dem Saalkreis zum Herzogtum Magdeburg unter brandenburg-preußischer Herrschaft. Mit dem Frieden von Tilsit wurde Obermaschwitz im Jahr 1807 dem Königreich Westphalen angegliedert und dem Distrikt Halle im Departement der Saale zugeordnet. Der Ort gehörte zum Kanton Neumarkt. Nach der Niederlage Napoleons und dem Ende des Königreichs Westphalen befreiten die verbündeten Gegner Napoleons Anfang Oktober 1813 den Saalkreis. Bei der politischen Neuordnung nach dem Wiener Kongress 1815 wurde der Ort im Jahr 1816 dem Regierungsbezirk Merseburg der preußischen Provinz Sachsen angeschlossen und dem Saalkreis zugeordnet.
1825 zählte der Ort 72 Einwohner in 11 Häusern. Die Einwohnerzahl blieb lange weitgehend konstant. 1865 wurden 74 Einwohner, 1885 72 Bewohner angegeben. Die Fläche wurde 1865 mit 509 Morgen, 1885 mit 520 Morgen verzeichnet. Für das Jahr 1900 wird das Gut als größeres Gut mit einem Grundsteuerertrag von 3.056 Mark vermerkt. Die Einwohnerzahl stieg bis 1905 auf 94 an, um dann bis 1910 wieder leicht auf 90 Einwohner zurückzugehen.
In Obermaschwitz befand sich auch eine kleine Dorfschänke.
Am 1. April 1938 wurde Ober- mit Untermaschwitz zur Gemeinde Maschwitz zusammengeschlossen. Am 1. Juli 1950 erfolgte dann die Eingemeindung von Maschwitz nach Oppin.

## Bauwerke
Im örtlichen Denkmalverzeichnis ist der Ortskern als Straßenzug An der Schenke 4–11 als Denkmalbereich eingetragen.